# Titus Annius Milo
Pour les articles homonymes, voir Milon et Milo.
Titus Annius Milo Papianus, souvent francisé en Milon, est un homme politique romain de la fin de la République.

## Biographie
Né à Lanuvium dans le Latium, il est le fils de Gaius Papius Celsus. Il fut adopté par son oncle maternel, Titus Annius Luscus. Il est issu d’une famille d’origine obscure, jouissant de la citoyenneté romaine, mais sans ancêtre ayant exercé une magistrature à Rome. Il est client de l’illustre Cicéron.
Soutien du parti des optimates, il organise des bandes armées pour s’opposer à celles de Publius Clodius Pulcher, chef des populares. Milon est tribun de la plèbe en 57 av. J.-C., il est alors un des instigateurs du rappel de Cicéron, exilé sur l’initiative de Clodius.
Milon devient préteur en 55 av. J.-C., et épouse la même année Fausta, fille du dictateur Sylla et ex-épouse de Caius Memmius, mariage qui renforce son alliance avec les optimates.
En 53 av. J.-C., Milon est le candidat des optimates au consulat pour l’année suivante, tandis que Clodius se présente à la préture. Les désordres à Rome retardent les élections et exacerbent les compétitions électorales. Les deux candidats et leurs partisans se rencontrent et se bagarrent sur la voie Appienne à Bovillae, Publius Clodius est blessé puis achevé dans l’affrontement (18 janvier 52 av. J.-C.) . Milon est inculpé du meurtre. Cicéron assure sa défense (Pro Milone, « Pour Milon ») dans un climat si tendu qu’il ne parvient pas à plaider efficacement la légitime défense. Milon est condamné et exilé à Marseille.
Quatre ans plus tard, en 49 av. J.-C., lors des guerres civiles, il participe à la défense de Marseille au cours du siège mené par les troupes de Jules César. César refuse de l’amnistier de son exil après la capitulation de Marseille. En 48 av. J.-C., tandis que César combat Pompée en Macédoine, Milon quitte Marseille et débarque près de Naples, pour fomenter une révolte contre César en Italie du Sud. Il est tué à Cosa, près de Thurii en Lucanie.